# Festival international du film de Transylvanie 2024
Le festival international du film de Transylvanie 2024, 23e édition du festival, se déroule du 14 au 24 juin 2024.

## Déroulement et faits marquants
La sélection est annoncée à la mi-mai 2024.
Le 24 juin 2024, le palmarès est dévoilé : le film indien Girls Will Be Girls de Shuchi Talati remporte le Trophée Transilvania. Le Prix du meilleur réalisateur est remis à Sebastián Quebrad pour El otro hijo (es),.

## Jury
- Sibel Kekilli, actrice
- Hafsteinn Gunnar Sigurðsson, réalisateur
- Konstantinos Kontovrakis, critique
- Markéta Šantrochová, directrice du Czech Film Center
- Paul Negoescu, réalisateur

## Sélection

### En compétition officielle
- The Old Bachelor de Oktay Baraheni  Iran
- The Permanent Picture (en) (La imatge permanent) de Laura Ferrés (ca)  Espagne  France
- El otro hijo (es) de Sebastián Quebrada  Argentine
- Daniel Auerbach de David Volach  Israël
- Day Tripper de Yanqi Chen  Chine
- The Adamant Girl (en) de PS Vinothraj (en)  Inde
- Girls Will Be Girls de Shuchi Talati (en)  Inde
- Zomervacht (film) (nl) de Joren Molter  Pays-Bas
- Sous hypnose (Hypnosen) de Ernst De Geer (sv)  Norvège
- L'Homme d'argile de Anaïs Tellenne  France
- Toll (film) (en) (Pedágio) de Carolina Markowicz (en)  Brésil
- Where Elephants Go (Unde merg elefanţii) de Gabi Virginia Sarga et Catalin Rotaru  Roumanie

### Film d'ouverture
- Dogman de Luc Besson

### Film de clôture
- Heureux Gagnants de Maxime Govare et Romain Choay

## Palmarès
- Trophée Transilvania : Girls Will Be Girls de Shuchi Talati
- Meilleure réalisation : Sebastián Quebrada pour El otro hijo (es)
- Prix spécial du jury : The Adamant Girl (en) de PS Vinothraj (en)
- Prix de la meilleure interprétation : Hassan Pourshirazi pour son rôle dans The Old Bachelor
- Mention spéciale : Jarne Heylen et Joël in 't Veld pour leurs rôles dans Zomervacht (film) (nl)
- Prix du public : Zomervacht (film) (nl) de Joren Molter